# Brengues
Brengues é uma comuna francesa na região administrativa de Occitânia, no departamento de Lot. Estende-se por uma área de 20,56 km². Em 2010 a comuna tinha 220 habitantes (densidade: 10,7 hab./km²).